# 成國大志
成國 大志（なりくに　たいし、1997年11月13日 - ）は、日本の男子レスリング選手。東京都出身。階級は70g級。母親は元世界チャンピオンの成國晶子。

## 来歴
ゴールドキッズでレスリングを始めた。全国少年少女レスリング選手権大会では小学生3年生の時に2位だった以外は1年から6年まで全ての学年で優勝を飾った。東深沢中学の時には1年から3年まで全国中学生選手権で3連覇を達成した。全国中学選抜選手権でも1年と2年の時に優勝した。いなべ総合学園高校では1年と3年の時にインターハイで優勝した。全国高校選抜選手権でも2連覇した。3年の時には全国高校生グレコローマンスタイル選手権でも優勝した。2016年に青山学院大学へ進学すると、1年の時に全日本学生選手権で優勝した。2年の時にはグレコローマンの世界ジュニア選手権に出場するも8位だった。全日本学生選手権ではフリースタイルとグレコローマンの両方で優勝した。全国大学グレコローマンスタイル選手権では2位だったが、この際のドーピング検査で禁止薬物が検出されたため、1年8か月の出場停止処分を受けた。成國本人は、医師から処方された禁止薬物の成分が含まれていた風邪薬をそうとは知らずにうっかり服用してしまったことが原因だと釈明した。なお、フリースタイルとグレコローマンでともに世界チャンピオンになりたい気持ちが強いため、両スタイルの試合に出場しているとも語った。4年の時に復帰すると、全日本学生選手権で3度目の優勝を飾った。2020年には母親が運営するゴールドキッズの所属となった。2021年には全日本選手権の70㎏級で優勝した。2022年にはアジア選手権でも優勝した。全日本選抜選手権では3位だったが、プレーオフを制して世界選手権代表に選出された。世界選手権では準決勝でキルギスの選手を11－10で破ると、決勝ではアメリカの選手に10－0のテクニカルフォール勝ちをして、母親に続いて親子2代で世界チャンピオンとなった。

## 主な戦績
- 2004年 - 2009年 - 全国少年少女レスリング選手権大会 5度優勝(2006年のみ2位)
- 2010年 - 2012年 -　全国中学生選手権　3連覇
- 2010年 - 2012年 -　全国中学選抜選手権　2連覇(2012年のみ2位)
- 2013年 - JOC杯カデットの部　優勝（グレコローマン50kg級）
- 2013年 - インターハイ　優勝（50kg級）
- 2014年 - 全国高校選抜選手権　優勝（50kg級）
- 2014年 - JOC杯カデットの部　優勝（54kg級）
- 2014年 -　アジアカデット選手権　2位（54kg級）
- 2015年 - 全国高校選抜選手権　優勝（60kg級）
- 2015年 -　インターハイ　優勝（60kg級）
- 2015年 - 全国高校生グレコローマンスタイル選手権　優勝（60kg級）
- 2016年 - 全日本学生選手権　優勝（61kg級）
- 2016年 - 全日本選手権　3位（57kg級）
- 2017年 - JOC杯ジュニアの部　優勝（グレコローマン60kg級）
- 2017年 - 全日本選抜選手権　3位（61kg級）
- 2017年 - 世界ジュニア選手権　8位（グレコローマン60kg級）
- 2017年 - 全日本学生選手権　優勝（グレコローマン60kg級）
- 2017年 - 全日本学生選手権　優勝（61kg級）
- 2019年 - 全日本学生選手権　優勝（74kg級）

70㎏級での戦績
- 2021年 - 全日本選抜選手権　3位
- 2021年 - 全日本選手権　優勝
- 2022年 - アジア選手権　優勝
- 2022年 - 全日本選抜選手権　3位
- 2022年 - 全日本社会人選手権　優勝（グレコローマン67kg級）
- 2022年 - 世界選手権　優勝

（出典）